# Khalid Al-Rashidi
Khalid Al-Rashidi, född 20 april 1987, är en fotbollsspelare från Kuwait som för närvarande spelar för Al-Salmiya SC.